# Агбеньену, Кларисс
Кларисс Агбеньену (фр. Clarisse Agbegnenou; род. 25 октября 1992, Рен) — французская дзюдоистка, трёхкратная олимпийская чемпионка, шестикратная чемпионка мира, четырёхкратная чемпионка Европы, чемпионка Европейских игр.

## Биография
Родилась в 1992 году в Ренне. В 2012 году завоевала бронзовую медаль чемпионата Европы (Челябинск). В 2013 году стала чемпионкой Европы (Будапешт) и серебряным призёром чемпионата мира (Астана). В 2014 году стала чемпионкой мира (Челябинск) и Европы (Монпелье). В 2015 году завоевала бронзовую медаль Европейских игр (Баку). В 2017 и 2018 годах на чемпионатах мира в Будапеште и Баку соответственно завоевала золотые медали. В 2018 году стала чемпионом Европы в Тель-Авиве.
На предолимпийском чемпионате мира 2019 года, который проходил в Токио, завоевала золотую медаль, переиграв в финале японскую спортсменку Мику Тасиро. На Европейских играх 2019 года в Минске завоевала чемпионский титул.
В 2020 году на чемпионате Европы в ноябре в чешской столице, Кларисс смогла завоевать чемпионский титул в категории до 63 кг. В финале поборола австрийскую спортсменку Магдалену Крссакову.
На чемпионате мира 2021 года, который проходил в Венгрии в Будапеште, в июне, Кларисс завоевала золотую медаль в весовой категории до 63 кг, победив в схватке за чемпионский титул словенскую спортсменку Андрею Лешки.
В мае 2023 года, в столице Катаре, на чемпионате мира, французская дзюдоистка в весовой категории до 63 кг стала обладателем золотой медали, в финале победив словенскую спортсменку Андрею Лешки.
Весной 2024 года на предолимпийском чемпионате мира, который состоялся в Объединённых Арабских Эмиратах, Кларисс завоевала бронзовую медаль, в поединке за третье место она победила спортсменку из Словении Андрею Лешки.
На летних Олимпийских играх 2024 года в Париже Кларисс завоевала бронзовую медаль, одолев в схватке за третье место австрийку Любьяну Пиовесану.
В апреле 2025 года на чемпионате Европы в Подгорице в категории до 63 кг завоевала серебряную медаль. В финальной схватке уступила сопернице из Чехии Ренате Заховой.